# La Región (Santander)

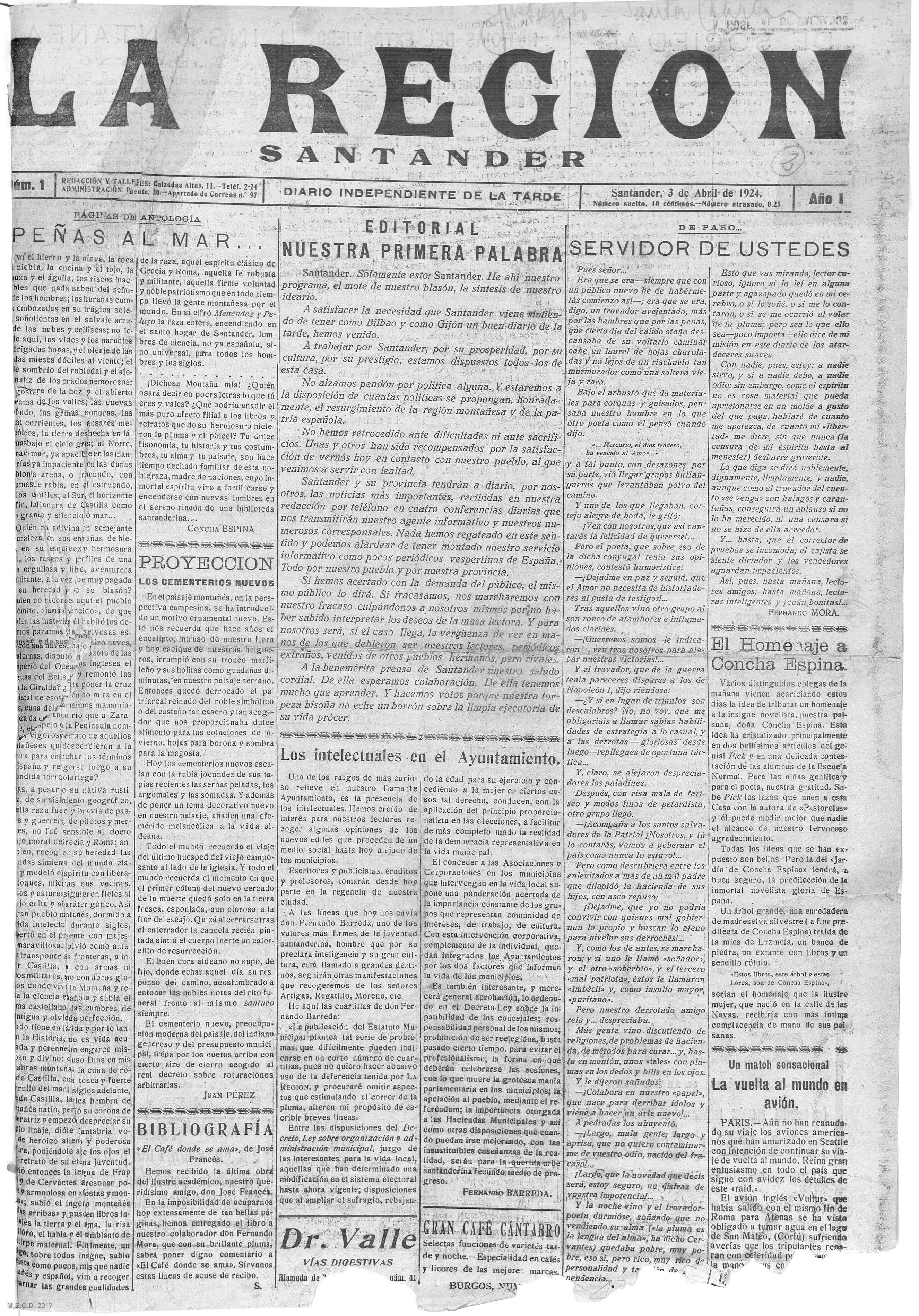
Portada del primer número de La Región (3 de abril de 1924)

La Región fue un periódico español, diario independiente de la tarde, distribuido en la ciudad de Santander. 
Fundado y dirigido inicialmente por Víctor de la Serna, comenzó a distribuirse el 3 de abril de 1924 y se caracterizó por su tendencia regionalista. Con motivo de su primer número, Víctor de la Serna dejó escrito su compromiso ante los lectores: Santander. Solamente esto: Santander. He ahí nuestro programa, el mote de nuestro blasón, la síntesis de nuestro ideario.
Con la llegada de Epifanio Buján a la dirección dos años más tarde y la caída de la dictadura de Primo de Rivera, La Región se orienta más hacia el progresismo. Ya cercana la proclamación de la Segunda República en 1931, el diario muestra tendencias más republicanas. Con la República ya establecida pasó a representar a los sectores izquierdistas de la sociedad. En 1933 se hizo cargo del periódico Luciano Malumbres, presidente del Ateneo Popular por aquel entonces. En 1932 lanzó a la calle dos ediciones con el subtítulo "Diario de las izquierdas". Malumbres fue asesinado mientras se encontraba con unos amigos en el bar "La Zanguina" por un falangista de Castro Urdiales, asesinato que tuvo un hondo impacto en la sociedad santanderina.
A partir de la muerte de Malumbres, la esposa de este, Matilde Zapata, siguió la obra de Malumbres más radicalmente. El 27 de junio de 1937 dejó de publicarse. Con posterioridad sus instalaciones fueron confiscadas por las fuerzas sublevadas.

## Directores y tendencias deLa Región
- 1924-26: Víctor de la Serna Espina. Regionalismo.
- 1926-33: Epifanio Buján. Progresismo y republicanismo.
- 1933-36: Luciano Malumbres. Republicanismo e izquierdismo.
- 1936-37: Matilde Zapata. Republicanismo e izquierdismo más radical.